# Трипрудне
Трипру́дне (до 1948 року — Тере́к-Елі́; крим. Terek Eli, рос. Трёхпрудное) — село Сімферопольського району Автономної Республіки Крим.
Населення становить 724 особи.
Орган місцевого самоврядування — Чистенська сільська рада.
В селі знаходиться мечеть Терек-Елі Джамісі.

## Географія
Село Трипрудне розташоване практично в центрі району, у верхів'ї річки Західний Булганак, на північному схилі долини, в поздовжньому зниженні між Внутрішнім і Зовнішнім пасмами Кримських гір. Над селом знаходиться найбільша вершина Зовнішнього пасма — Бадана.
Село лежить за 1 км від південно-західній околиці Сімферополя, найближча залізнична станція Чистенька — 1 км. Сусідні села: за 1 км на північний схід Молочне, і за 1,5 км — Трудолюбове на південний захід і Чистеньке — на південний схід.

## Історія
Перша документальна згадка села зустрічається в Камеральному описі Криму 1784 року, з якого можна судити, що в останній період Кримського ханства Діреклі Ель входив до Акмечетського кадилика Акмечетського каймакамства. Після захоплення Криму Росією 8 лютого 1784 року село було приписане до Сімферопольському повіту Таврійської області. Після реформ Павла I, з 1792 по 1802 роки, входило до складу Акмечетського повіту Новоросійської губернії. За новим адміністративним поділом, після створення 8 (20) жовтня 1802 року Таврійської губернії, Терек-Елі був включений до складу Ескіордінської волості Сімферопольського повіту. У Відомостях про всі селища, з яких Сімферопольський повіт складається… 1805 року в Тереклі значилося 16 дворів і 85 жителів кримських татар. На військово-топографічної карти 1817 року позначений Тереклі з 12 дворами.
На мапі 1842 року Тереклі-Елі позначений умовним знаком «мале село», тобто, менше 5 дворів. У «Списку населених місць Таврійської губернії за відомостями 1864», складеному за результатами VIII ревізії 1864 року, Тереклі-Елі фігурує як дача з 4 дворами і 21 жителем, а на карті 1865 позначений, як економія Арента. В «Пам'ятній книзі Таврійської губернії 1889 р.» за результатами Х ревізії 1887 року назва не зустрічається.
Наприкінці XIX — початку XX століття село, мабуть, відродили і в Статистичному довіднику Таврійської губернії. Ч. 1-а. Статистичний нарис, випуск шостий Сімферопольський повіт, 1915 р.Тереклі-Елі відносяться до Підгородно-Петровської волості Сімферопольського повіту.
За Радянської влади в результаті адміністративних реформ початку 1920-х років до 1922 року була скасована волосна система і, згідно зі Списком населених пунктів Кримської АРСР за Всесоюзним переписом 17 грудня 1926 Терек-Елі входив до складу Чістенської сільради Сімферопольського району.
Указом Президії Верховної Ради РРФСР від 18 травня 1948 року, Терек-Елі перейменували в Трипрудне.
Указом Президії Верховної Ради УРСР «Про укрупнення сільських районів Кримської області», від 30 грудня 1962 Трипрудне приєднали до Бахчисарайського району, а з 1 січня 1965 року, указом Президії ВР УРСР «Про внесення змін до адміністративного районування УРСР — по Кримській області», включили до складу Сімферопольського.

## Населення
Згідно з переписом УРСР 1989 року чисельність наявного населення села становила 66 осіб, з яких 30 чоловіків та 36 жінок.
За даними перепису населення 2001 року у селі проживали 724 особи.
Рідною мовою назвали:
| Мова              | Кількість осіб | Відсоток |
| ----------------- | -------------- | -------- |
| кримськотатарська | 664            | 91,71 %  |
| російська         | 53             | 7,32 %   |
| українська        | 2              | 0,28 %   |
| вірменська        | 1              | 0,14 %   |
| молдавська        | 1              | 0,14 %   |
| інші мови         | 3              | 0,41 %   |

## Галерея

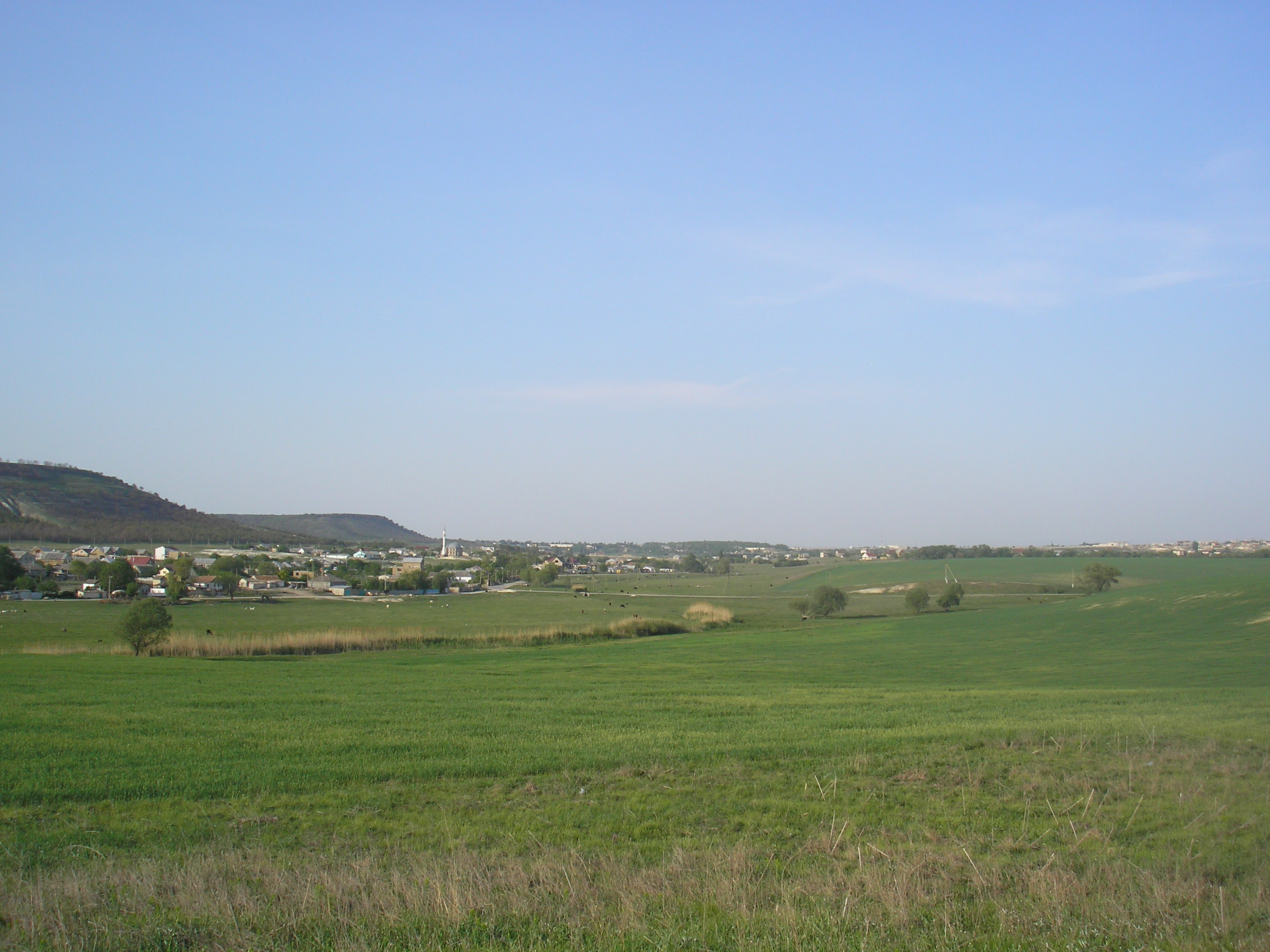
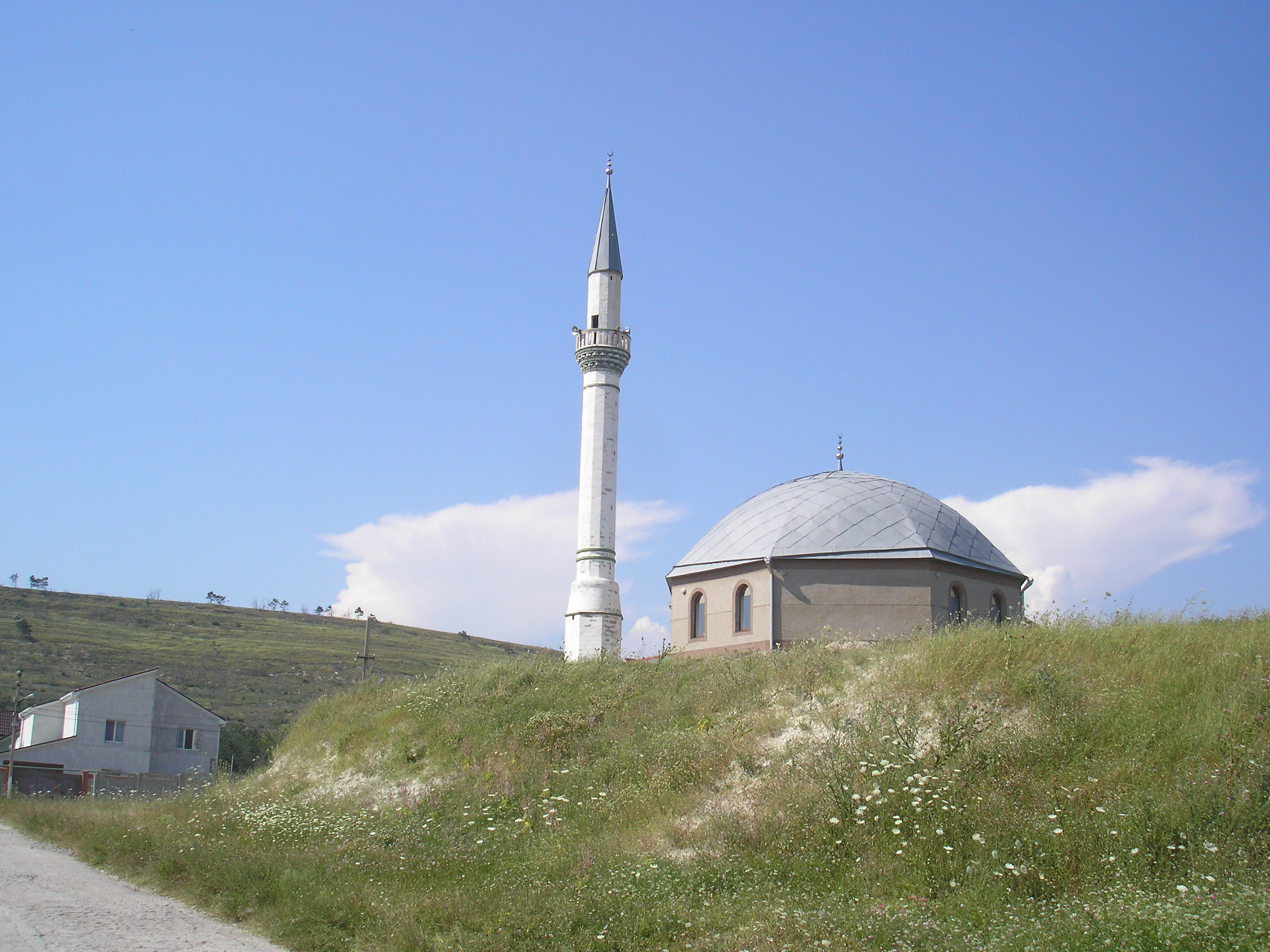
Терек-Елі Джамісі
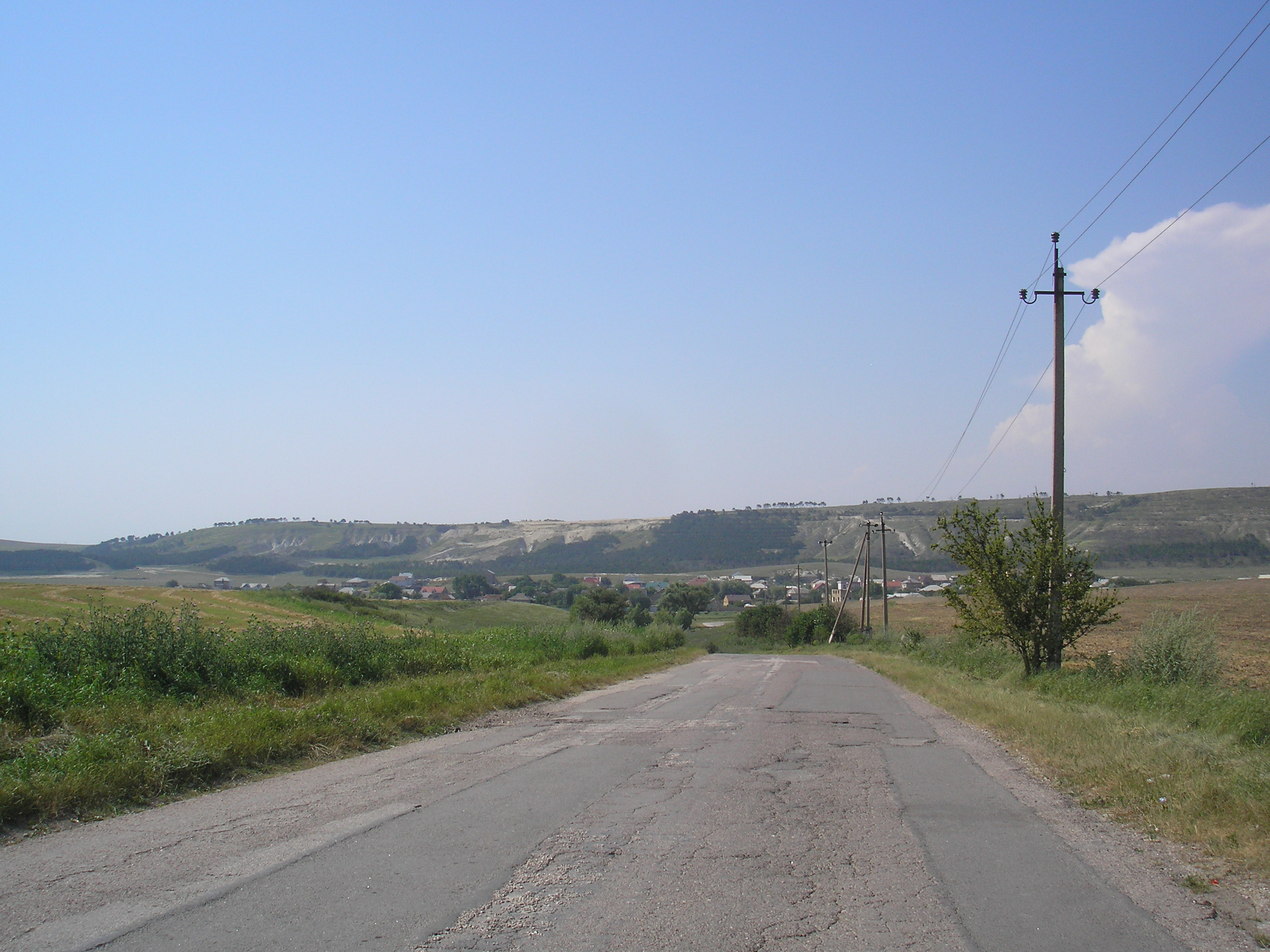
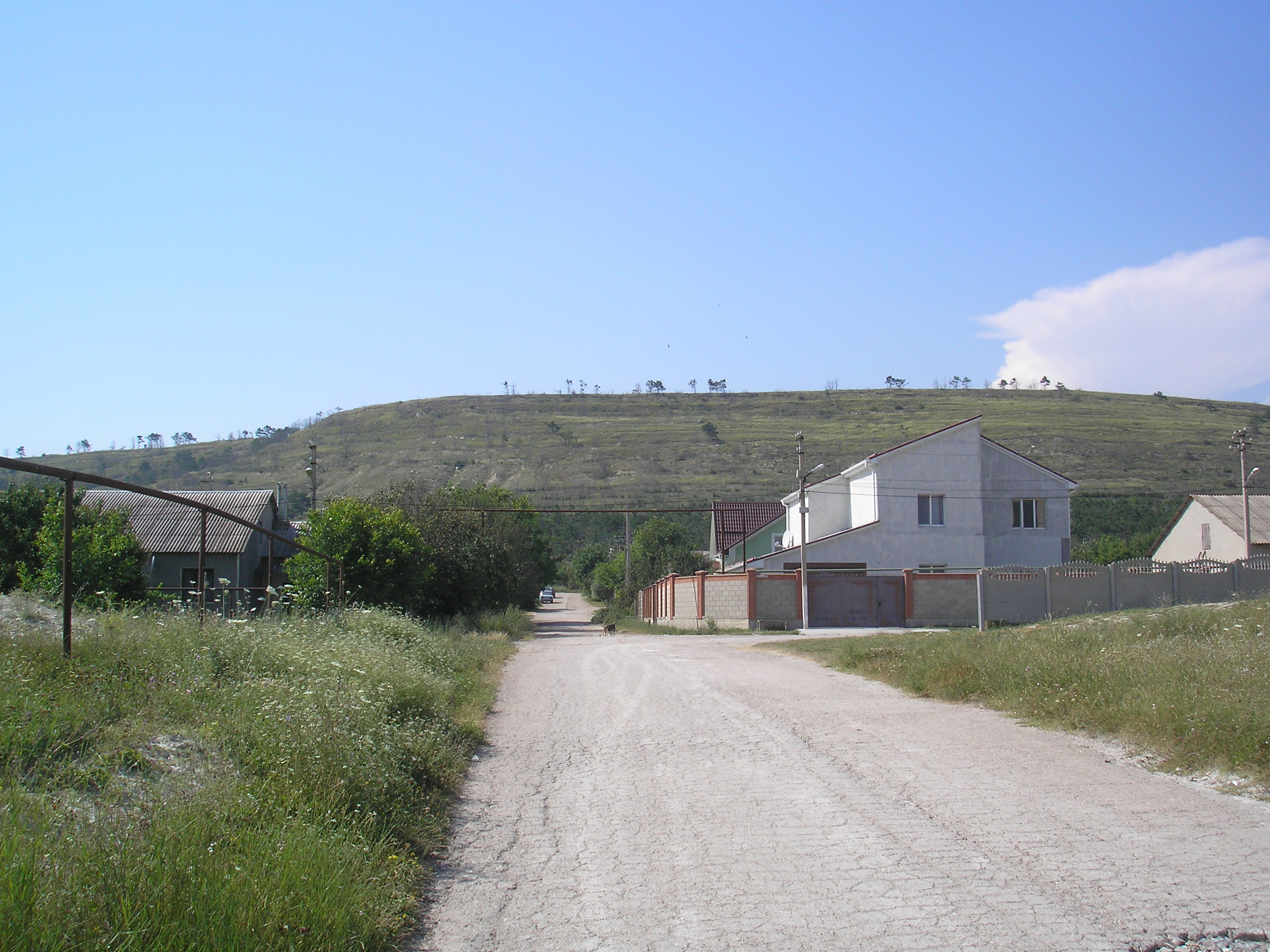
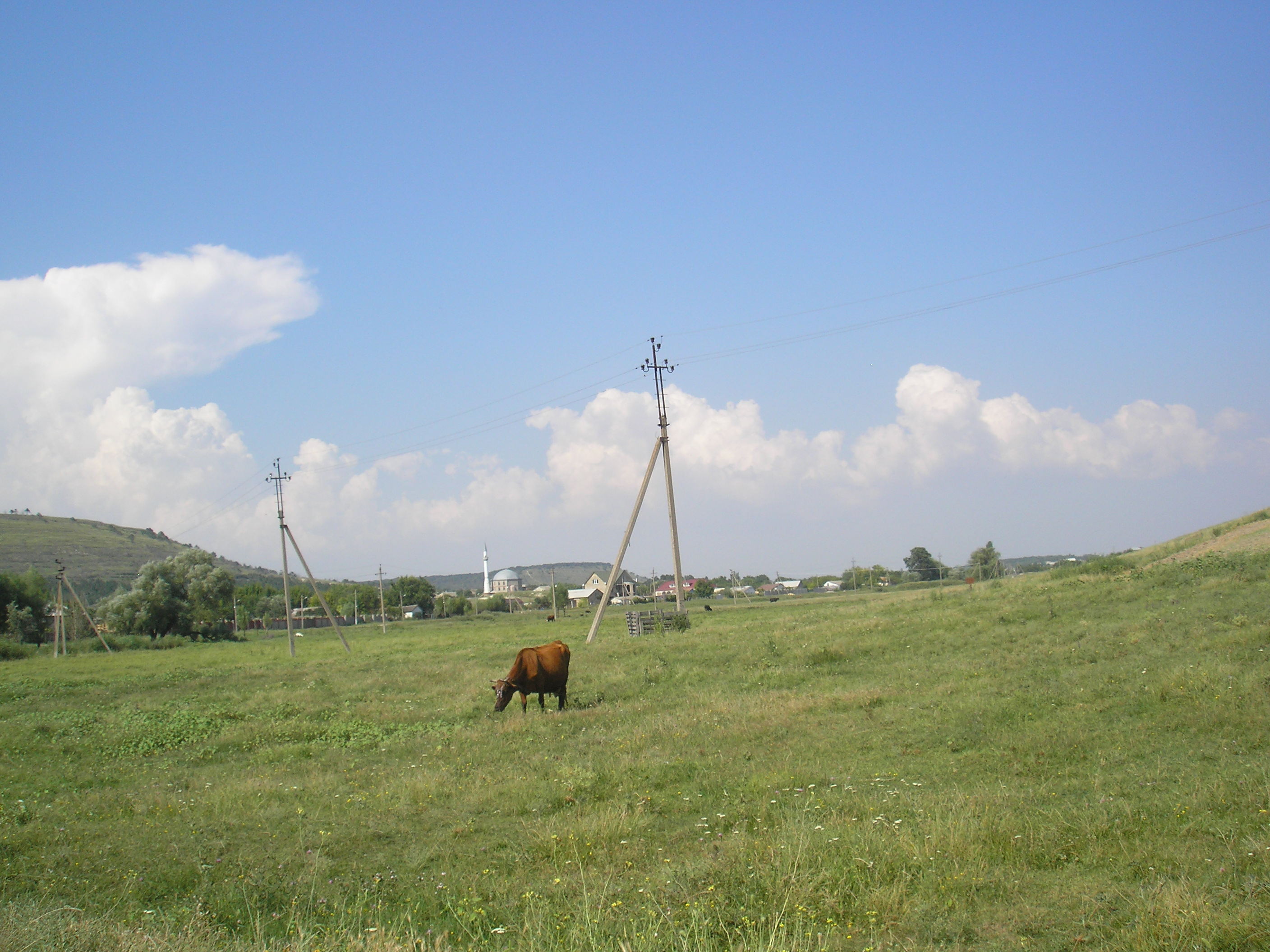
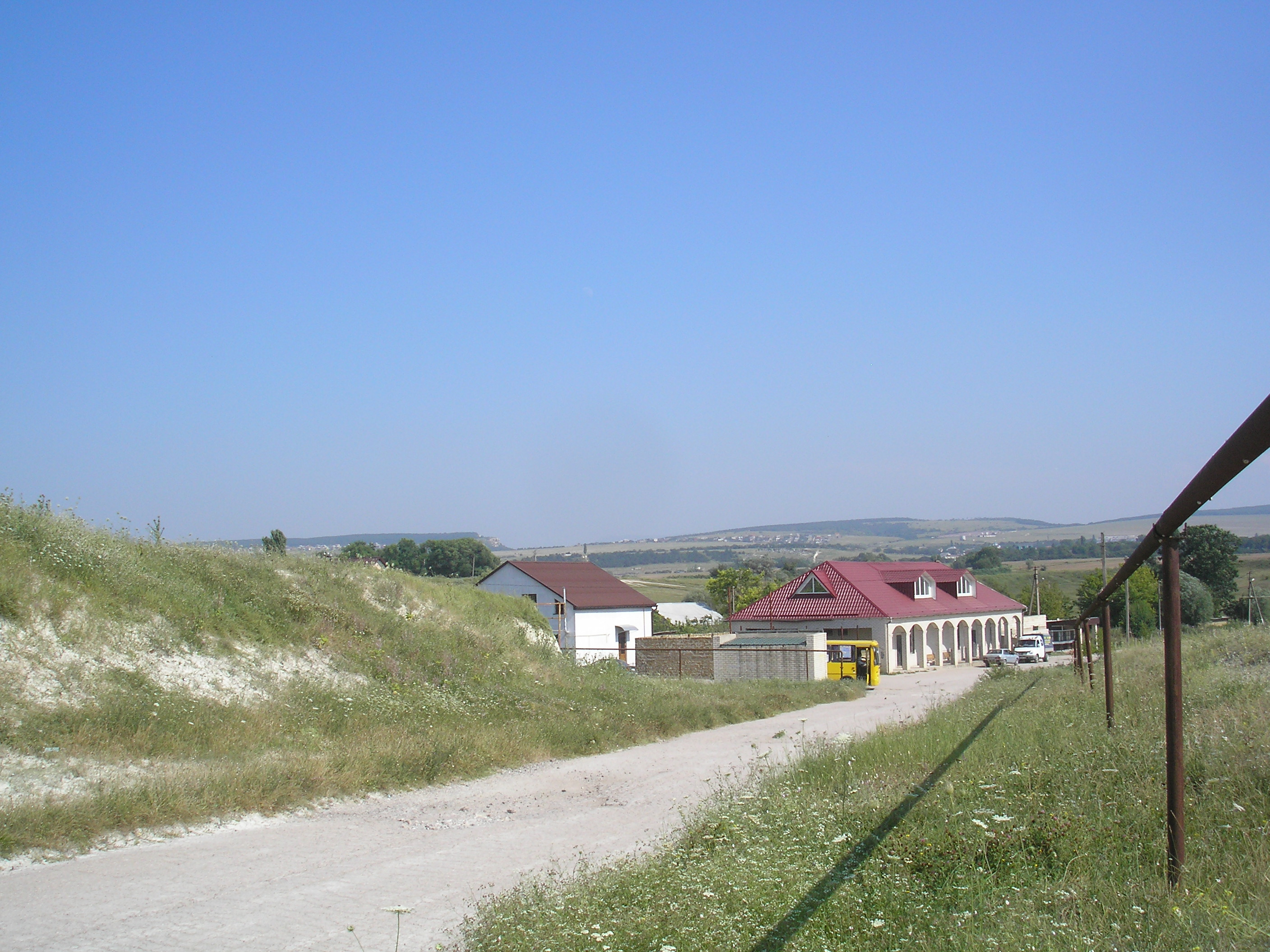
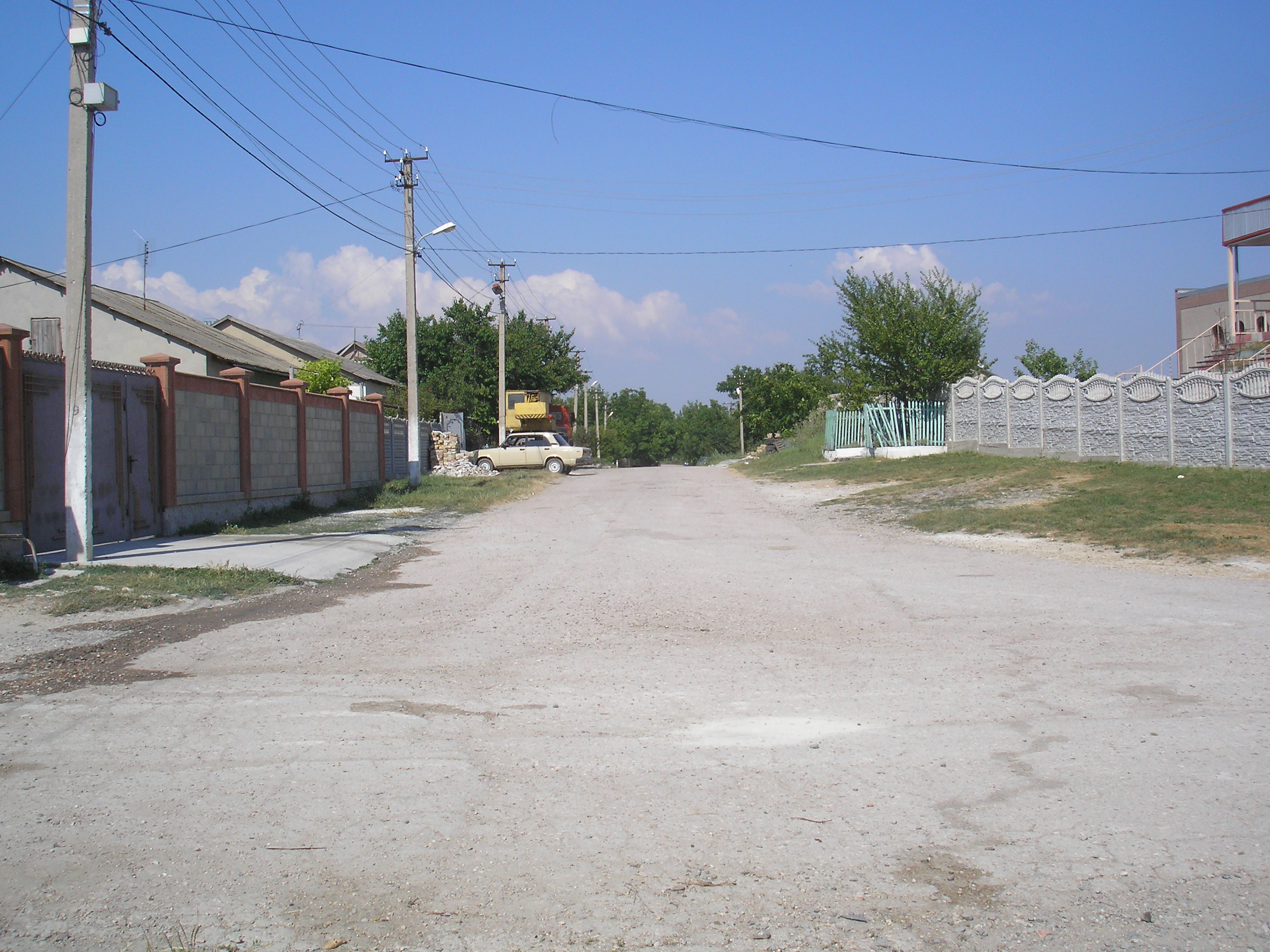